# 油薹
油薹（学名：Carex satzumensis），又名砂地薹草，为莎草科薹草属下的一个种。

## 扩展阅读
- 維基物種上的相關：油薹